# Verbascum nagelsii
Verbascum nagelsii är en flenörtsväxtart som beskrevs av Johannes Baptista Bergmans. Verbascum nagelsii ingår i släktet kungsljus, och familjen flenörtsväxter. Inga underarter finns listade i Catalogue of Life.